# Walter Ris
Walter "Wally" Ris (født 4. januar 1924, død 25. december 1989) var en amerikansk svømmer, som deltog i OL 1948 i London.

## Svømmekarriere
Ris var medlem af Great Lakes Navy-holdet, der under krigen satte verdensrekord i 4 × 400 yards fri. Efter krigen begyndte han at læse på University of Iowa, hvor han stadig svømmede på eliteplan. Han vandt det amerikanske universitetsmesterskab udendørs i 100 m fri og det amerikanske amatørmesterskab udendørs i 100 yards fri i både 1947 og 1948. Desuden vandt han universitetsmesterskabet indendørs fem år i træk fra 1945 og frem.
Med disse resultater var det oplagt, at han deltog i OL 1948 i London. Han stillede op i to discipliner: I 100 meter fri vandt han først sit indledende heat og derpå sin semifinale. I finalen lagde franske Alex Jany hurtigst ud, men midtvejs tog amerikanerne over med først Alan Ford, men tyve meter fra mål tog Ris over og vandt i ny olympisk rekordtid, 57,3 sekunder. Ford fik sølv og ungareren Géza Kádas bronze. Ris' anden disciplin var 4 x 200 meter fri, hvor han sammen med James McLane, Wallace Wolf og William Smith svømmede finalen (fire andre svømmere havde sørget for kvalifikationen). Sammen med Ungarn var amerikanerne de store favoritter, og de to holds svømmere fulgtes tæt på de tre første ture. På sidste tur lykkedes det Smith af få et lille forspring, som han holdt til mål, så amerikanerne vandt guld foran Ungarn, mens Frankrig fik bronze. Både USA og Ungarn kom under verdensrekordtiden, så amerikanernes 8.46,0 minutter var hermed ny verdensrekord.

## OL-medaljer
- 1948  London –  Guld i svømning, 100 meter fri
- 1948  London –  Guld i svømning, 4 x 200 meter fri (USA)